# Descurainia altoandina
Descurainia altoandina är en korsblommig växtart som beskrevs av M.C. Romanczuk. Descurainia altoandina ingår i släktet stillfrön, och familjen korsblommiga växter. Inga underarter finns listade i Catalogue of Life.